# Onegai Teacher
Autre
Onegai Teacher (おねがい☆ティーチャー, Onegai tīchā, en anglais Please Teacher) est une série télévisée d'animation japonaise qui fut diffusée d'avril à octobre 2002 sur WOWOW.
Certains personnages apparaissent aussi dans Onegai Twins (2005).

## Fiche technique
- Production : Bandai
- Réalisation : Yasunori Ide
- Scénario : Yôsuke Kuroda
- Character design : Taraku Uon et Hiroaki Goda
- Mecha design : Yasuhiro Moriki et Yoshihiro Watanabe
- Décors : Sataro Hori
- Mise en couleur : Keiko Shibuya
- Musique : Shinji Orito et Hiromi Kikuta

## Histoire
C'est par une belle nuit d'été que Kei Kusanagi, allongé dans l'herbe au bord d'un lac, va voir sa vie transformée alors qu'il aperçoit un vaisseau spatial duquel sort une femme entourée d'une étrange aura. Pris de panique il fuit, trébuche et finit par tomber dans le lac. À son réveil tout cela ne semble qu'un mauvais rêve, puisqu'il est en classe, avec ses camarades qui attendent impatiemment l'arrivée du nouveau professeur. C'est au moment où le professeur, Mizuho Kazami, créature de rêve aux proportions parfaites, entre dans la classe que Kei est frappé par la ressemblance avec la femme de son rêve. Ses soupçons ne se dissiperont pas avec le temps, puisque dès la fin des cours voici qu'il constate que cette mystérieuse jeune femme qui se dit professeur est en train d'emménager juste à côté de chez lui.

## Personnages

### Kei Kusanagi
C'est le héros de l'histoire. Timide et sensible, il tente d'oublier sa maladie en se noyant dans la rêverie. L'arrivée de Mizuho va bouleverser cet état des choses en le faisant mûrir et grandir. Il apprendra à communiquer avec les autres en mettant un terme à ses complexes, de son niveau scolaire à ses rapports avec sa famille en passant par sa sexualité.

### Mizuho Kazami
C'est l'héroïne de l'histoire. Sans elle, rien n'aurait pu arriver. Aussi naive que gentille et généreuse, Mizuho va tout faire pour aider et aimer Kei (allant jusqu'à se marier avec lui...), elle qui était venue pour découvrir ses origines. Le père de Mizuho était un terrien (aujourd'hui décédé) tandis que sa mère est une extraterrestre. Physiquement, elle tient surtout de sa mère (les deux sont d'une grande beauté ! ). Kei les confondra d'ailleurs très souvent. Signe particulier, elle mange toujours des " Poochies ", bâtonnets biscuités enrobés de chocolat. Tout le monde en mange dans sa famille. Mizuho les aime au chocolat noir.

### Hyôsuke Magumo
C'est l'un des deux meilleurs amis de Kei. Dynamique et sûr de lui, c'est le boute-en-train du groupe. Sa seule faiblesse c'est Kaede qu'il aime plus que tout. Sa plus grande fierté sera d'ailleurs de réussir à sortir avec. (dans le manga il veut sortir avec Ichigo)

### Matagu Shidô
L'autre meilleur ami de Kei. D'apparence renfermée, il privilégie sa scolarité plutôt que sa vie sentimentale. C'est un personnage qui a énormément de mal à s'affirmer sans pour autant être un garçon timide. Son rêve ? Trouver une petite amie sympa et en finir avec le célibat.

### Koishi Herikawa
C'est une copine de classe de Kei (et également son ex petite amie...) à qui il plaît beaucoup. Elle sera d'ailleurs le troisième côté du triangle amoureux avec Kei et Mizuho. Mais même si elle est possessive et déterminée, elle n'a rien d'une battante ni d'une méchante et n'arrivera pas à faire le poids face à sa concurrente, malgré ses nombreuses tentatives pour séduire Kei.

### Misumi Kaede
C'est l'âme sœur de Hyôsuke. Leurs deux personnalités sont identiques même si elle est la plus timide du groupe. L'évolution de leur relation sera d'ailleurs mise en parallèle à plusieurs reprises avec celle de Mizuho et Kei. La différence d'âge étant peut être un facteur important dans leurs relations réciproques.

### Ichigo Morino
Personnage calme et glacial, l'impression qu'elle dégage est terrifiante tant elle paraît insensible. Aucune émotion positive ne transparaît sur son visage au point que le spectateur en vient à se demander si elle a un cœur. Son côté mystérieux trahit en fait une énorme solitude.

### Marie
C'est une petite bestiole volante qui accompagne Mizuho partout et qui lui sert entre autres à se téléporter. Si elle éprouve des émotions elle n'en reste pas moins l'ordinateur de bord du vaisseau de Mizuho.

### Hatsuho Kazami
C'est la mère de Mizuho, qui contrairement aux apparences, ne souhaite que le bonheur de cette dernière. C'est d'ailleurs l'une des raisons qui l'a poussée à rencontrer son gendre. Si l'on oublie la couleur légèrement plus violette de ses cheveux, on peut très facilement la confondre avec Mizuho. Elle utilisera d'ailleurs cette similitude pour tenter de séduire Kei, qui semble avoir un petit quelque chose qui lui rappelle feu son mari...Elle adore les "Poochies" au chocolat blanc.

### Maho Kazami
C'est la petite sœur de Mizuho. Graphiquement on la croirait tout droit sortie de Sakura Taisen. Maho est une gamine intelligente, vile et manipulatrice. Tout le contraire de sa sœur, et c'est Kei qui en fera les frais. Son péché mignon, ce sont les "Poochies" au chocolat au lait.

### Miruru
Système de contrôle du vaisseau de Hatsuho et Maho, Miruru est une bestiole du même type que Marie, dont elle tombera peu à peu amoureuse. Elle est capable de téléporter les gens sur demande tout comme Marie.

## Doublage
- Koishi Herikawa : Ayako Kawasumi
- Mizuho Kazami : Kikuko Inoue
- Kei Kusanagi : Sōichirō Hoshi
- Hyōsuke Magumo : Mitsuo Iwata
- Marie : Tomoko Kaneda
- Kaede Sumi : Sayaka Ohara
- Ichigo Morino : Yukari Tamura
- Matagu Shidō : Hiroaki Miura

## Musique
Générique d'ouverture
- "Shooting Star" interprété par KOTOKO

Génériques de fin
- "Sora no Mori de" interprété par Mami Kawada
- "LOVE A RIDDLE" interprété par KOTOKO (épisode 12)